# Barro Blanco Dos
Barro Blanco Dos är en ort i Mexiko.   Den ligger i kommunen Tepetlán och delstaten Veracruz, i den sydöstra delen av landet, 250 km öster om huvudstaden Mexico City. Barro Blanco Dos ligger 1 580 meter över havet och antalet invånare är 194.
Terrängen runt Barro Blanco Dos är kuperad åt sydväst, men åt nordost är den bergig. Runt Barro Blanco Dos är det ganska tätbefolkat, med 100 invånare per kvadratkilometer. Närmaste större samhälle är Banderilla, 19,0 km sydväst om Barro Blanco Dos. I omgivningarna runt Barro Blanco Dos växer huvudsakligen savannskog.